# Ropczyce (gmina)
Ropczyce – gmina miejsko-wiejska w województwie podkarpackim, w powiecie ropczycko-sędziszowskim. W latach 1975–1998 gmina położona była w województwie rzeszowskim.
Siedziba gminy to Ropczyce.
Według danych z 30 czerwca 2004 gminę zamieszkiwało 25 965 osób. Natomiast według danych z 31 grudnia 2019 roku gminę zamieszkiwało 27 487 osób.

## Struktura powierzchni
Według danych z roku 2002 gmina Ropczyce ma obszar 138,99 km², w tym:
- użytki rolne: 73%
- użytki leśne: 16%

Gmina stanowi 25,32% powierzchni powiatu.

## Demografia

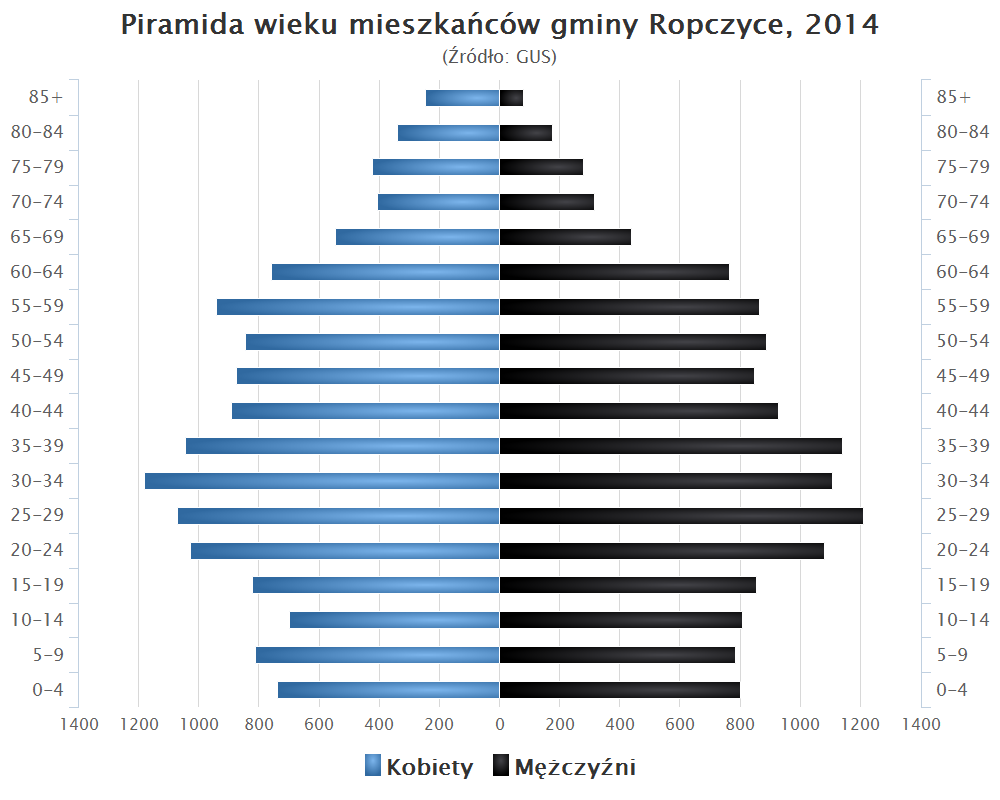
Piramida wieku mieszkańców gminy Ropczyce w 2014 roku

Dane z 30 czerwca 2004:
| Opis                              | Ogółem | Ogółem | Kobiety | Kobiety | Mężczyźni | Mężczyźni |
| --------------------------------- | ------ | ------ | ------- | ------- | --------- | --------- |
| jednostka                         | osób   | %      | osób    | %       | osób      | %         |
| populacja                         | 25 965 | 100    | 13 062  | 50,3    | 12 903    | 49,7      |
| gęstość zaludnienia (mieszk./km²) | 186,8  | 186,8  | 94      | 94      | 92,8      | 92,8      |

## Miejscowości
Brzezówka, Gnojnica, Lubzina, Łączki Kucharskie, Mała, Niedźwiada, Okonin

## Sołectwa
Brzezówka, Gnojnica Dolna, Gnojnica Wola, Lubzina, Łączki Kucharskie, Mała, Niedźwiada, Okonin

## Sąsiednie gminy
Brzostek, Dębica, Ostrów, Sędziszów Małopolski, Wielopole Skrzyńskie